# Nuno Távora
Nuno Távora (Loures, Santa Iria de Azóia, 2 de Outubro de 1976) é um actor português.

## Televisão
| Título                | Papel                   | Canal | Notas                 |
| --------------------- | ----------------------- | ----- | --------------------- |
| Alma e Coração        | Sérgio                  | SIC   | Elenco Adicional      |
| Jogo Duplo            | Alexandre Mendes        | TVI   | Elenco Adicional      |
| A Herdeira            | Médico                  | TVI   | Participação Especial |
| Madre Paula           | Rogério Alves           | RTP1  | Elenco Adicional      |
| Ouro Verde            | Leonel                  | TVI   | Elenco Adicional      |
| Santa Bárbara         | Repórter                | TVI   | Participação Especial |
| Coração d'Ouro        | Médico                  | SIC   | Participação Especial |
| Mulheres              | Cristóvão               | TVI   | Elenco Adicional      |
| Água de Mar           | Advogado                | RTP1  | Participação Especial |
| Mar Salgado           | Inspetor                | SIC   | Participação Especial |
| Pai à Força           | André                   | RTP   | Participação Especial |
| Sedução               | Miguel Alves            | TVI   | Elenco Principal      |
| Olhos nos Olhos       | Mário Vasques           | TVI   | Elenco Principal      |
| Casos da Vida         | Raul                    | TVI   | Participação Especial |
| Morangos com Açúcar 5 | Henrique Lopes          | TVI   | Elenco Principal      |
| Tempo de Viver        | Filipe Martins de Mello | TVI   | Elenco Principal      |
| Dei-te Quase Tudo     | Jerónimo                | TVI   | Participação Especial |
| Inspector Max         | Dinis                   | TVI   | Participação Especial |
| Olá Pai               | Pedro Guedes            | TVI   | Elenco Principal      |
| O Jogo                | Ricardo Trigo           | SIC   |                       |
| Bons Vizinhos         |                         | TVI   | Participação Especial |
| Olhos de Água         | Jorge Dias              | TVI   |                       |
| Super Pai             | Luís                    | TVI   | Participação Especial |
| Jornalistas           |                         | SIC   | Participação Especial |
| Médico de Familia     | Funcionário do Stand    | SIC   | Participação Especial |
| Riscos                |                         | RTP   | Elenco Adicional      |

## Cinema
O Pactos – realizado por Telma Meira
- Mistérios de Lisboa – Realizado por Raul Ruiz
- Une Nuit de Chien – Realizado por Werner Schroeter, 2008
- Canaviais – realizada por Lourenço Henriques
- La Vie Privée – Realizado por Zina Modiano e Mehedi Ben Attia
- Aspaste Rogue – Realizado por Patrick Dewolf
- Amor Perdido -realizado por Jorge Queiróga